# 아산테크노중학교
아산테크노중학교(牙山테크노中學校)는 대한민국 충청남도 아산시 둔포면 석곡리에 있는 공립 중학교이다.

## 학교 연혁
- 2015년 2월 2일 : 아산테크노중학교 설립인가(25학급)
- 2017년 3월 1일 : 초대 김승대 교장 취임
- 2017년 3월 2일 : 제1회 입학식(73명)
- 2017년 5월 30일 : 아산테크노중학교 개교식
- 2021년 3월 1일 : 제2대 김충수 교장 부임
- 2023년 1월 4일 : 제6회 졸업식(128명, 총 396명)
- 2023년 3월 2일 : 제7회 입학식(169명)

## 참고 자료
- 아산테크노중학교 - 한국교육학술정보원 학교알리미